# Gereon-Kaserne
Die Gereon-Kaserne (bis 2. November 2022 Mudra-Kaserne) ist eine Bundeswehr-Kaserne in Köln-Westhoven. Sie ist nach einem der Stadtpatrone Kölns und dem Schutzheiligen der Soldaten, dem heiligen Gereon, benannt.  In der Gereon-Kaserne befindet sich das Assessmentcenter für Führungskräfte der Bundeswehr.

## Geschichte
Die Kaserne wurde als Mudra-Kaserne für ein teilmotorisiertes Pionier-Bataillon der Wehrmacht konzipiert. Die Kaserne wurde von 1937 bis zum 23. Januar 1938 erbaut und nach dem General der Infanterie Bruno von Mudra benannt, der das 1. Westfälische Pionier-Bataillon Nr. 7 in Köln-Deutz von 1893 bis 1898 geführt hatte. Innerhalb des Geländes lag das Fort IX (mit Reitplatz und Stallungen) sowie das Stabsgebäude für den Kommandeur der Pioniere des VI. Armeekorps. Das zuvor in der Unverzagt-Kaserne (in unmittelbarer Nähe) untergebrachte Pionier-Bataillon 26 zog nach Fertigstellung ein.
Nach Kriegsende wurde die Kaserne von der Bevölkerung vollständig geplündert. Anschließend zogen Vertriebene aus dem Osten, Bombengeschädigte aus dem Westen, sowie Wohnungslose in die Ruinen ein. Bis zur Umsiedlung in ein Wohngebiet zwischen Porz und Urbach herrschten menschenunwürdige Zustände. In den gesprengten Überresten der Munitionsbunker prostituierten sich Frauen. 1951 bis 1965 übernahm das belgische 5. Pionier-Bataillon die Kaserne (umbenannt in Nieuwpoort-Kaserne). Die Anlage wurde aufgegeben, da die Bundeswehr Bedarf für das Schwere Pionier-Bataillon 719 hatte, das jedoch nach Köln-Longerich zog.
Auf dem Gelände wurde 1953 eine Kapelle für belgische Soldaten und Familien, Balten und Deutsche aus der Wasserturm-Siedlung gebaut. Die Kapelle gehört heute nicht mehr zur Kaserne und beherbergt eine russisch-orthodoxe Kirchengemeinde.
Nach neun Jahren Leerstand wurde 1974 die teils verwahrloste Anlage für ca. 8 Mio. Mark renoviert und das Personalstammamt der Bundeswehr (PSABw) zog ein. Die 2300 Mitarbeiter der 1956 gegründeten Dienststelle waren bis dahin auf 10 Mietobjekte in Köln verteilt.
Nachfolger des Personalstammamtes der Bundeswehr war das Personalamt der Bundeswehr, das vom 1. Juli 1997 bis 30. April 2013 bestand. Im Rahmen der Neuausrichtung der Bundeswehr ging das Personalamt zum 1. Mai 2013 im Bundesamt für das Personalmanagement der Bundeswehr auf, welches weiterhin auch die Mudra-Kaserne nutzt.
Die Mudra-Kaserne wurde am 2. November 2022 in Gereon-Kaserne umbenannt. Nach dem neuen Traditionserlass von 2018 galt Bruno von Mudra als nicht mehr traditionswürdig. Der heutige Namensgeber ist Gereon von Köln. Dieser hat der Legende nach aus Gewissensgründen gegen offensichtliches Unrecht seinen Gehorsam verweigert und diese Entscheidung tapfer mit dem Leben bezahlt. Die gewissengeleitete Pflichterfüllung, die Grenzen des Gehorsams und die Tapferkeit beim Einstehen für seine Werte seien beispielgebend für die Offiziere der Bundeswehr.